# Onora il padre (libro)
Onora il padre (in lingua inglese: Honor Thy Father, «Onora tuo padre») è un libro di Gay Talese pubblicato nel 1971. Tratta della famiglia Bonanno e del boss Joseph Bonanno, esponente di spicco della mafia italoamericana a New York.

## Trama
New York, 1963: il boss mafioso italo-americano Joseph Bonanno viene rapito da ignoti. La polizia si mette subito sulle sue tracce mentre suo figlio Bill Bonanno, suo cognato Frank Labruzzo e sua nuora Rosalie Profaci si nascondono. Il libro racconta di tutti gli avvenimenti e i cambiamenti delle famiglie mafiose di New York specialmente di quelle vicine ai Bonanno dal 1963 al 1971 e della Banana War. Il libro si conclude con il processo a Bill Bonanno.

## Analisi e produzione

### Analisi
L'autore si riferisce ad una storia realmente accaduta negli anni '60-'70 del '900 negli USA. Non mancano riferimenti alla città natale dei Bonanno Castellammare del Golfo e alle origini della mafia. I figli di Bill adesso fanno tutti e quattro un lavoro onesto lontano dalla mafia. Charles fa il camionista tra le due coste degli USA, Joseph fa il medico, Salvatore fa il programmatore di videogiochi mentre Felippa, la figlia femmina, raccoglie i cimeli dei Bonanno e li vende su eBay.

### Produzione
L'autore ha scritto il suo libro grazie anche alla sua amicizia con Bill Bonanno e i suoi figli. Gay Talese è un figlio di immigrati calabresi in America.

## Distribuzione
Il libro è uscito nel 1971 negli USA e, edito da Il Camaleonte, in Italia.

## Riconoscimenti
- 1973: Premio Nazionale Rhegium Julii per la narrativa[1]